# فرودگاه دولان جنوب غربی
فرودگاه دولان جنوب غربی (به انگلیسی: Dolon Southwest) یک فرودگاه نظامی است که یک باند فرود علامت سؤال دارد و طول باند آن ۴۰۰۰ متر است. این فرودگاه در کشور قزاقستان قرار دارد و در ارتفاع ۲۵۳ متری از سطح دریا واقع شده‌است.